# جيل جاوبارا
جيل جاوبارا (بالفارسية: گیل گاوباره) المعروف أيضًا باسم جاوباريه (عاشق البقر)، كان ملكًا ومؤسسًا لسلالة دابويد عام 642، وحكم حتى وفاته عام 660.

## أصوله
حسب ابن إسفنديار، ينحدر الدابويون من جاماسب، شقيق الشاه الساساني قباد الأول. كان جيل جاوبارا حفيد فيروز، الذي يوصف بالشجاع مثل البطل الأسطوري الإيراني رستم. أصبح فيروز فيما بعد حاكمًا لجيلان، وتزوج من أميرة محلية أنجبت له ولدًا اسمه جيلانشاه، والذي أنجب بدوره ولدًا، والذي هو جيل جاوبارا.
 

## سيرته
توفي فيروز حوالي عام 642 وخلفه جيل جاوبارا كحاكم لجيلان. وقَّع جيل جاوبارا مع فرخزاد من أسرة إسباهبودان معاهدة سلام مع الفاتحين المسلمين وتم منحهم السيطرة على طبرستان، مما أدى إلى منح ألقاب جيل جيلان ("حاكم جيلان") رسميًا وبادشوارغارشاه ("شاه باتاشوارغار "، الاسم القديم لجبال طبرستان) إلى دابويا ابن جيل جاوبارا من قبل يزدجرد الثالث، الشاه الساساني الأخير.